# General de Ejército
General de Ejército es un empleo militar. Las funciones de un general de Ejército varían dependiendo del país, pudiendo ser el comandante en jefe del propio Ejército o el responsable de un ejército de campo.
En el ámbito de los países que forman parte de la OTAN, al grado de general del ejército le corresponde el código OF-9, según la norma STANAG 2116 que estandariza los grados del personal militar.

## General de Ejército por países

### Argentina
General de Ejército
En Argentina general de ejército fue un término que reemplazó al existente teniente general, como nombre del grado inmediatamente superior al general de división y grado máximo en la carrera militar, entre 1950 y 1958. Su insignia siguió siendo igual a la del teniente general, tres soles con reborde rojo.
Lo instituyó la ley 13.996, artículo 75, 1°, a). Promulgada el 6 de octubre de 1950, siendo presidente Juan Domingo Perón. Esa ley fue derogada por el decreto ley 6301/58, del 29 de abril de 1958, presidente Pedro E. Aramburu. Se volvió a la denominación anterior de ese grado.

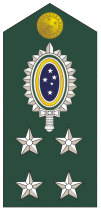
General de Ejército de Brasil

### Brasil
General de Ejército
En Brasil, el general de Ejército es un empleo militar, grado inmediatamente superior al general de división y corresponde al mayor grado del Ejército Brasileño.
Hay diecisiete generales de Ejército en servicio activo, incluyendo el comandante en jefe del Ejército.

### Chile
General de Ejército

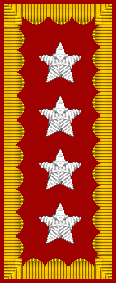
General de Ejército de Chile

En Chile el general de Ejército es un empleo militar, grado inmediatamente superior al general de división y corresponde a la mayor antigüedad del Ejército, el oficial que ostenta este rango, ejerce el mando de la institución, con el título de comandante en jefe.
Este grado no se crea como tal sino hasta 2002 por la Ley 19.796 con la redenominación del existente grado de teniente general. No obstante, existía como denominación ostentada por el comandante en jefe del Ejército entre 1960 y 1981

### Ecuador

General de Ejército del Ecuador

General del Ejército del Ecuador es el grado más alto dentro del Ejército ecuatoriano y equivale a los grados de almirante en la Armada o al de general del Aire en la Fuerza Aérea. Este grado se alcanza al cumplir 35 años de servicio profesional como oficial del Ejército del Ecuador (sin contar los cuatro o anteriormente cinco de formación como cadete). No es necesario tener este grado para ser comandante general del Ejército (jefe máximo de todo el Ejército) ya que al comandante general lo elige el presidente de la República, de una terna conformada por los oficiales más antiguos del Ejército. No hay muchos generales de Ejército en la historia, ya que los dos cargos más altos dentro del Ejército y las Fuerzas Armadas pueden ejercerse solamente por un periodo de dos años cada uno, por lo que un oficial recién "ascendido" a general de división (cargo superior a general de brigada e inferior al de general de ejército) y que por antigüedad es elegido comandante general del ejército, debe retirarse del servicio activo después de dos años en la máxima función (si es que el presidente no decide retirarlo incluso antes), aunque el grado de general de división dure un periodo de tres años.

### España
General de Ejército: empleo militar inmediatamente superior al de teniente general, que se concede a los militares del Ejército de Tierra que son nombrados jefe de Estado Mayor del Ejército de Tierra (JEME) o jefe de Estado Mayor de la Defensa (JEMAD), si pertenece al Ejército de Tierra. Sus equivalentes son el almirante general de la Armada (AJEMA) y el general del Aire en el Ejército del Aire y del Espacio (JEMA).
Esta graduación solo es superada por la de capitán general, que corresponde al rey como mando supremo de las Fuerzas Armadas.
El empleo de general de Ejército se creó por la Ley 17/1999, de 18 de mayo, de Régimen del Personal de las Fuerzas Armadas, incorporando un grado más de generalato inmediatamente por debajo del monarca para equipararse con las escalas militares del resto de los países de la OTAN, que contaban con cinco rangos.
Su divisa es un bastón cruzado sobre un sable bajo una corona (que indican el generalato y significa mando sobre armas, y se diferencia del bastón cruzado sobre bastón del capitán general que significa mando sobre mando) y cuatro estrellas de cuatro puntas (o luceros) colocadas en los espacios entre los sables (que indican el empleo del general). Esta divisa fue la utilizada, hasta la antes mencionada ley, por el grado de capitán general.

Divisa de general de ejército del Ejército de Tierra.
Divisa de almirante general de la Armada.
Divisa de general del aire del Ejército del Aire y del Espacio.

### Estados Unidos de América

General de Ejército de Estados Unidos

El nombre de general del Ejército (en inglés: General of the Army) se ha usado para referirse a dos rangos distintos en la historia del Ejército de los Estados Unidos.
El 25 de julio de 1886 fue establecido el rango de general del Ejército para Ulysses S. Grant, el cual era entonces el más alto posible. Tras la llegada de Grant a la Presidencia del país, William T. Sherman recibió el rango. Philip H. Sheridan fue el tercer general del Ejército, y tras su muerte el 5 de agosto de 1888 desapareció el rango. Esta versión de general del Ejército equivale al actual general de cuatro estrellas, con la diferencia de que el actual sí puede otorgarse a varias personas al mismo tiempo.
La versión actual del rango de general del Ejército equivale al de mariscal de campo en otros ejércitos y es el segundo rango más alto del Ejército de los Estados Unidos, solamente superado por el de general de los Ejércitos (6 estrellas; de carácter honorífico otorgado a George Washington). Llamado coloquialmente «general de cinco estrellas», fue creado el 14 de diciembre de 1944 como un rango temporal y declarado permanente el 23 de marzo de 1946 —a la vez que se creó el rango equivalente de almirante de la Flota para la Armada—. Aunque esta versión sigue en vigor hoy en día como un rango más en el escalafón del Ejército, tan solo cinco personas lo han recibido, las cuales han sido:
- George C. Marshall (16 de diciembre de 1944)
- Douglas MacArthur (18 de diciembre de 1944)
- Dwight D. Eisenhower (20 de diciembre de 1944)
- Henry H. Arnold (21 de diciembre de 1944)
- Omar Bradley (20 de septiembre de 1950)

### Francia

General de Ejército de Francia

Es el más alto rango militar activo del Ejército francés.
Oficialmente, el general de Ejército no es un rango, pero es la posición otorgada a algunos généraux de division (general de división, que es el rango más alto nominativo) a cargo de los mandos importantes, como el jefe de Estado Mayor del Ejército (chef d'état-major de l'Armée de Terre), o los jefes de Estado Mayor (chef d'état-major des Armées).
Un general de Ejército muestra cinco estrellas en una hombrera. La mención del uso actual de "una sexta estrella autorizada para el general de ejército al mando de la sección de París" es una leyenda; nunca existió esta sexta estrella. El equivalente de la Fuerza Aérea es el général d'Armée Aérienne y el equivalente en la Armada es amiral.
Solo un mariscal de Francia (maréchal de France) es de rango más alto; sin embargo, el mariscal de Francia tampoco es un rango, es una dignidad del Estado (dignité dans l'État), hoy en día no concedido. Se considera que una posición de distinción en lugar de un rango militar real. Una sexta estrella se muestra en las insignias del general de ejército que es mariscal de Francia.

### Italia

General de Ejército de Italia

Es el más alto rango militar activo del Ejército italiano.
Un general del Ejército italiano tiene una charretera con distinto número de estrellas, según sea: de Brigada (una estrella), de División (dos estrellas), de Cuerpo de Ejército (tres estrellas), o de Ejército (cuatro estrellas).

### Nicaragua
En Nicaragua el grado de General de Ejército corresponde al máximo grado en el escalafón militar del Ejército, y es quien ejerce el más alto mando de la institución castrense, con el título de comandante en jefe. Este grado fue instaurado a partir de 1991. Conforme a la Constitución Política del país, es el presidente de la República quien ejerce la jefatura suprema de las Fuerzas Armadas y de Seguridad de la Nación.
Para obtener este grado militar, el oficial con grado de mayor general debe ser propuesto por el comandante en jefe en ejercicio ante el Consejo Militar. Posteriormente el presidente de la República lo investirá como general de Ejército y comandante en jefe. Permanece en su cargo por cinco años desde el momento de su nombramiento. Por tradición, se ha nombrado al oficial que ha ejercido como jefe del Estado Mayor Conjunto durante el mando del comandante en jefe saliente.
Actualmente el comandante en jefe del Ejército es el general de Ejército Julio César Avilés Castillo (2010-2015).
Los militares que han ejercido el cargo de comandante en jefe del Ejército de Nicaragua son los siguientes:
- Humberto Ortega Saavedra (1979-1995)
- Joaquín Cuadra Lacayo (1995-2000)
- Javier Carrión McDonugh (2000-2005)
- Moisés Omar Halleslevens Acevedo (2005-2010)

### Perú

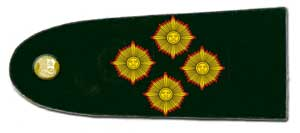
General de Ejército del Perú

En el Perú es el noveno grado de la jerarquía de oficial en el Ejército. Este empleo se concede al comandante general del Ejército y al ministro de Defensa (en caso de que sea un oficial general en activo). Este grado también es otorgado al general que ocupa la presidencia del Comando Conjunto de las Fuerzas Armadas del Perú (siempre y cuando sea Oficial del Ejército); por tal motivo, se constituye en la máxima autoridad militar dentro del país, estando únicamente bajo jurisdicción del presidente de la República y del ministro de Defensa.
Este grado solo es ostentado durante el ejercicio pleno de sus funciones (comandante general del Ejército, jefe del Comando Conjunto de las Fuerzas Armadas o Ministro de Defensa), al momento de ser invitado al retiro el oficial es retirado del servicio activo con el grado de general de división.